# Tempête tropicale Fay (2008)
Pour les articles homonymes, voir Cyclone tropical Fay.
La tempête tropicale Fay était le sixième système tropical à recevoir un nom lors de la saison cyclonique 2008 dans l'océan Atlantique nord. La tempête est issue d'une vigoureuse onde tropicale qui s'est formée le 15 août sur la République dominicaine puis est passé sur Haïti avant de se diriger vers le golfe de la Gonâve. Elle traversa ensuite Cuba et se dirigea vers les Keys de la Floride qu'elle atteignit tard en après-midi le 18 août. Fay passa ensuite du golfe du Mexique à la région de Naples (Floride) qu'elle frappa aux petites heures du matin du 19 août. 
Fay a ensuite traversé la Floride du sud au nord avant de ressortir du l'Atlantique près de Melbourne (Floride) le 20. Le lendemain, elle est retournée en Floride à New Smyrna Beach et s'est dirigée vers le panhandle de Floride en faisant des zigzags entre terre et mer. Au total, Fay a frappé la côte de Floride à quatre reprises, un record. 
On compte trente-six morts avec ce système, dont 23 indirectement. Onze tornades encastrés dans les bandes de précipitations ont frappé aux États-Unis mais ce sont surtout les pluies diluviennes lors du mouvement lent de Fay qui ont causé le plus de dommages par inondations un peu partout sur son passage, particulièrement en Haïti et en Floride

## Impacts
| Pays                   | Morts |
| ---------------------- | ----- |
| République dominicaine | 4     |
| Haïti                  | 10    |
| Jamaïque               | 1     |
| États-Unis             | 21    |
| Total                  | 36    |

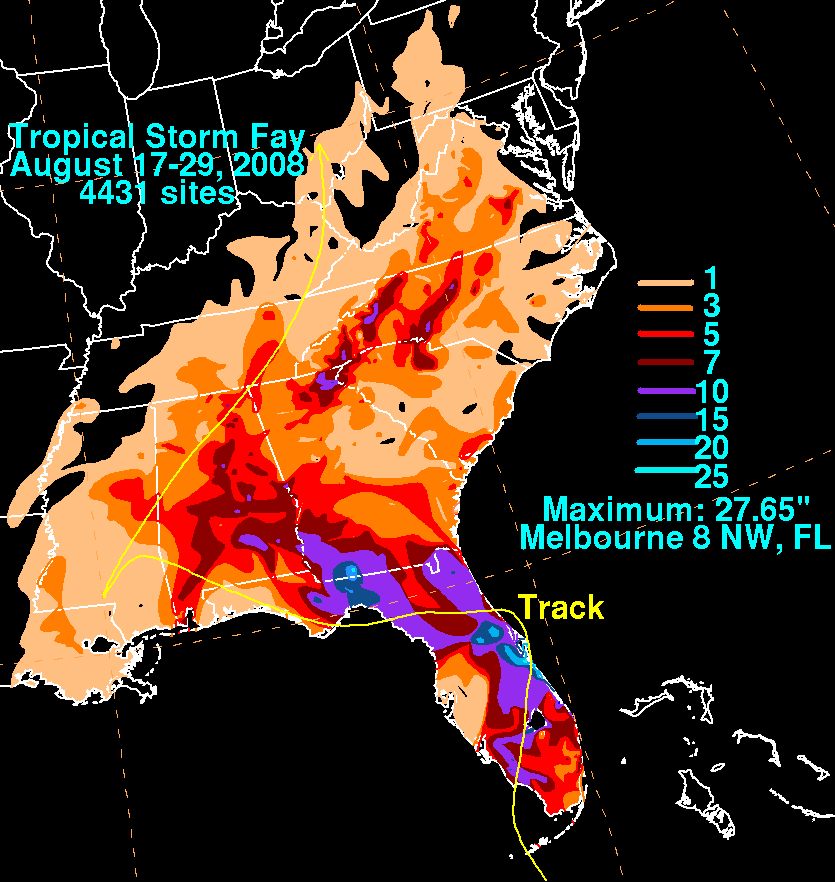
Total des accumulations de pluie sur les États-Unis

Le 15 août, la perturbation tropicale passe sur l'île d'Hispaniola et devient une tempête tropicale. Elle donne des pluies torrentielles et cause des crues subites des cours d'eau. Les dommages par inondations et bris par le vent sont importants en République dominicaine et en Haïti. En particulier, les cultures du riz et des bananes sont particulièrement touchées de ce dernier pays. Les vols aériens sont également annulés. 
Au total quinze personnes sont mortes dans les Antilles. Au moins 4 personnes en République dominicaine et une autre en Haïti se sont noyées dans les inondations
,. Deux enfants sont morts dans un accident d'autobus relié à la météo en Haïti et sept autres dans d'autres circonstances,. En Jamaïque, une personne est morte lorsque son automobile a été emportée par les flots. 
Fay a passé sept jours en Floride, arrosant copieusement l'État. Onze personnes sont mortes, des milliers de constructions furent inondées, des routes furent emportées et vents ont soufflé jusqu'à 97 km/h. Après être sortie de Floride, Fay est passée au Mississippi puis au Tennessee et sur les États du sud-est où elle a également donné des quantités importantes de pluie. Le maximum d'accumulation fut de 700 mm dans le nord de la Floride, selon la carte du National Weather Service à gauche. Onze tornades ont été signalées le long de ce périple.